# Апрелев, Борис Петрович
Борис Петрович Апрелев (18 февраля 1888, с. Знаменское, Новгородская губерния — 5 марта 1951, Сан-Франциско) — русский морской офицер, писатель.

## Биография
Родился в старинной дворянской семье в имении Знаменском Новгородской губернии. Сын писательницы Елены Апрелевой. В 1906 г. лишился отца, который был убит в своем имении под Сочи во время революционных событий. В 1907 окончил с отличием Морской кадетский корпус.
Служил на яхте «Алмаз» и на императорской яхте «Штандарт». Прошел обучение в Офицерском артиллерийском классе, после чего был младшим артиллерийским офицером на линейном корабле «Император Павел I». В 1913-1914 — в Морском Генеральном Штабе.
Участник первой мировой войны, служил офицером связи на французском фронте.
Помощник морского агента в Японии, затем морской агент адмирала А. В. Колчака в Италии и Югославии.
В эмиграции жил в Югославии, затем в Париже. Член Кают-компании в Париже (1925—1929). В 1928—1929 выступал с сообщениями в Кают-компании и на собрании прихожан церкви Воскресения Христова в Медоне (под Парижем).
Переселился в Китай. Заведовал в Казанско-Богородицком монастыре в Харбине канцелярией, сотрудничал в монастырском журнале «Хлеб Небесный».
В 1931 году переехал в Шанхай. В Шанхае служил во французской консульской полиции, заведовал архивами. Автор морских рассказов и исторических очерков. Выпустил в Шанхае несколько книг. В 1947 был редактором газеты Российской эмигрантской ассоциации «Русское слово».
Скончался 5 марта 1951 года в Сан-Франциско.

## Сочинения
- Брызги моря. Прага, 1931 г. РМЗБ #17 — Плавание и служба молодого морского офицера, в мирное время, на линкоре «Император Павел I».
- Нельзя забыть. Шанхай: Издательство «Слово», 1933. РМЗБ #26.
- Нашей смене. Шанхай: Издательство «Слово», 1934. РМЗБ #30.
- На «Варяге». Шанхай: Издательство «Слово», 1934. РМЗБ #33.
- Исторические очерки. Шанхай: Книгоиздательство А.П.Малык и В.П.Камкина. 1935 г. РМЗБ #32.

## Награды
- Орден Почетного легиона
- Орден Индокитайских заслуг